# Râul Văcarea
Râul Văcarea este un râu afluent al Râului Tàrgului.